# Kindel (Pflanze)

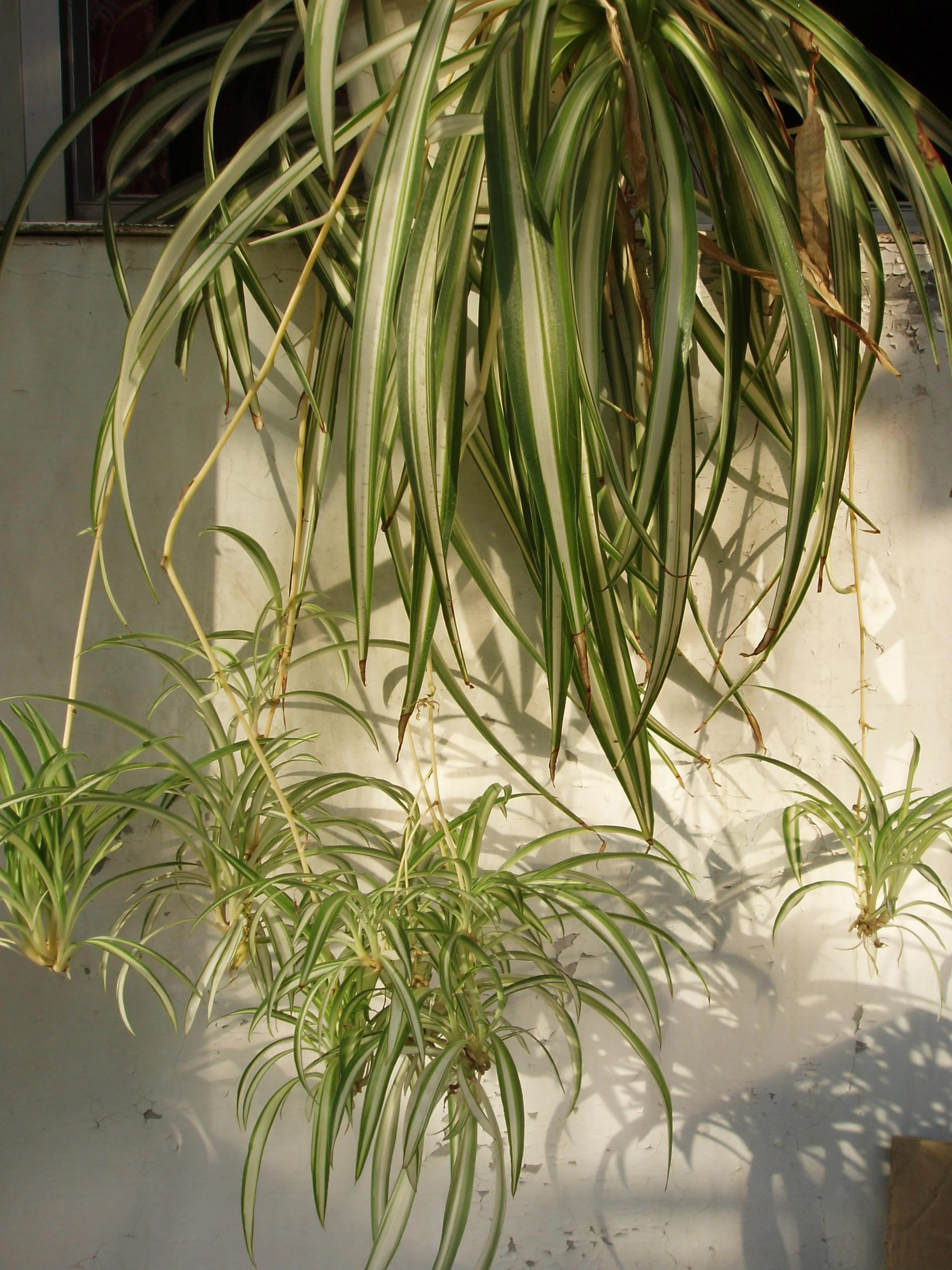
Grünlilie (Chlorophytum comosum 'Variegatum') mit Kindeln an Blütensprossen

Ein Kindel ist eine in der Regel vollständige kleine Pflanze, die zunächst an der Mutterpflanze wächst und der vegetativen Vermehrung dient. Die natürliche Vermehrung durch Kindel ist eine Art der Blastochorie. Kindel verfügen über mindestens ein Blatt, eine Sprossachse und Wurzeln oder zumindest Wurzelansätze. Die Abgrenzung zu Brutknospen ist in Einzelfällen schwierig, da sich in diesen Fällen die Brutknospen noch an der Mutterpflanze zu vollständigen Pflanzen entwickeln können. Anders als Kindel sind Absenker keine speziellen, für die vegetative Vermehrung gebildeten Pflanzenteile. Kindel können je nach Pflanzenart an Blütensprossen oder an Seitensprossen wachsen. Die Seitensprosse sind oft als über- oder unterirdische Ausläufer ausgebildet, damit die Kindel zum einen in einer Mindestentfernung zur Mutterpflanze anwachsen und zum anderen ein größeres Gebiet schnell von der Mutterpflanze ausgehend besiedelt werden kann. Kurze Seitensprosse mit Kindeln dienen hingegen der schnellen Bildung dichter Bestände. Zwischen Pflanzen mit unterirdisch verlaufenden Ausläufern und deren an der Erdoberfläche sichtbaren Kindeln einerseits und rhizombildenden Pflanzen mit frischen Austrieben andererseits besteht eine gewisse Verwechslungsgefahr, da sich beide Erscheinungen optisch ähneln. Bei Orchideen werden Kindel gelegentlich als Keiki bezeichnet ([kei̯ki], hawaiisch für Baby).

## Vermehrung in der Natur
Gelangt ein Kindel mit einem geeigneten Substrat in Berührung, so wächst es als eigenständige Pflanze weiter. Die Verbindung zur Mutterpflanze wird spätestens dann physiologisch unterbrochen, sobald das Kindel angewachsen ist und sich selbst ausreichend versorgt. Frühere Zeitpunkte für die Unterbrechung sind je nach Pflanzenart möglich. Nach der physiologischen Unterbrechung der Verbindung stirbt die Verbindung selbst normalerweise ab. Physikalisch kann die Verbindung je nach ihrer Beschaffenheit und den Umgebungsbedingungen noch über eine längere Zeit bestehen.

## Vermehrung durch den Menschen
Kindel erlauben eine sehr einfache und sichere vegetative Vermehrung von Kindel bildenden Pflanzen, da die Ableger in geeignetem Substrat sehr gut gedeihen. Die Ausfallraten liegen in der Regel deutlich niedriger als bei Vermehrung durch Stecklinge oder Samen. Die Vermehrung durch Kindel ist im privaten Bereich weit verbreitet. Im kommerziellen Bereich sind die erreichbaren Stückzahlen oft zu gering, weshalb die Vermehrung durch Kindel meist nur angewendet wird, wenn keine Alternativen mit höheren erreichbaren Stückzahlen verfügbar sind oder zusätzlich zu diesen. Einige Kindel bildende Pflanzen, insbesondere solche, die durch Zucht steril geworden sind und sich nicht durch Stecklinge vermehren lassen, können nur durch Kindel vermehrt werden.

## Bilder

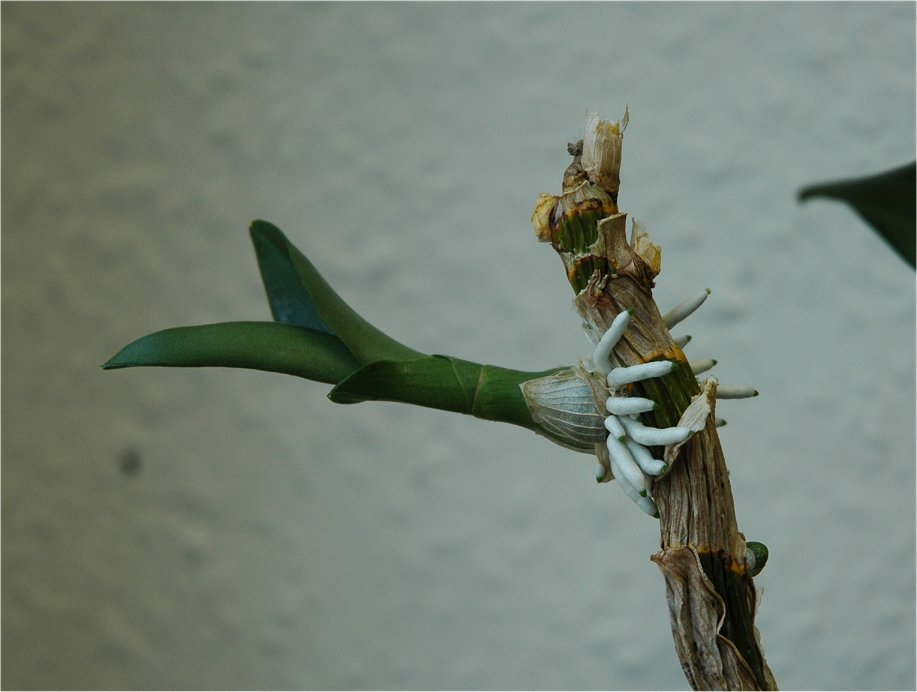
Orchidee (Dendrobium spec.) mit Kindel am Blütenspross
Gänsefingerkraut (Potentilla anserina) mit Kindeln an oberirdischen Ausläufern
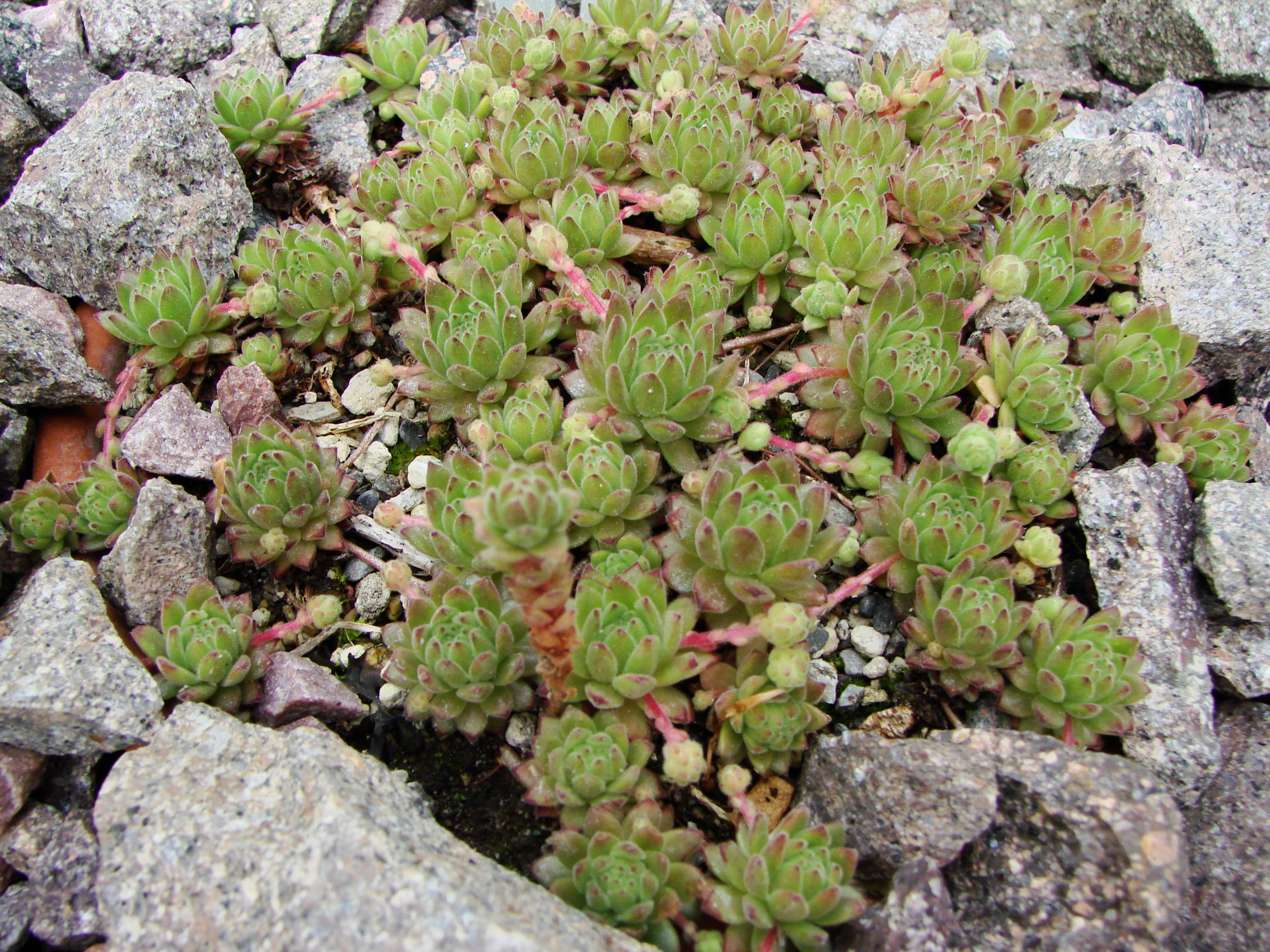
Berg-Hauswurz (Sempervivum montanum) mit Kindeln an oberirdischen Ausläufern
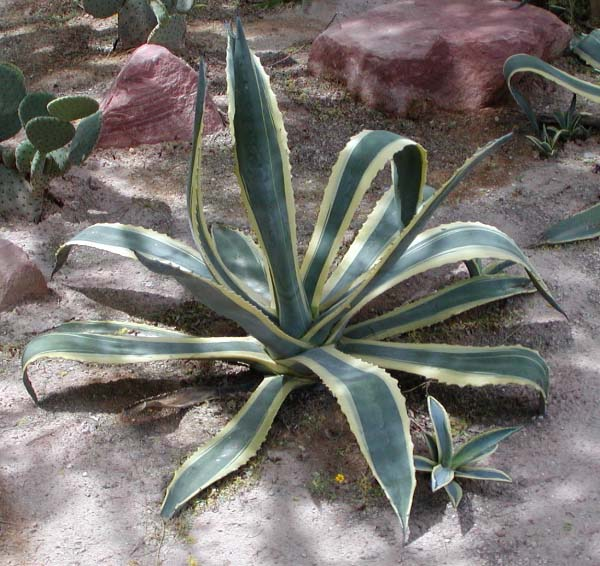
Agave americana mit Kindel an einem unterirdischen Ausläufer